# Cryptospiza shelleyi
Cryptospiza shelleyi е вид птица от семейство Estrildidae. Видът е световно застрашен, със статут Уязвим.

## Разпространение
Видът е разпространен в Бурунди, Демократична република Конго, Руанда и Уганда.